# Hot Space Tour
De Hot Space Tour was de negende tournee van de Engelse rockgroep Queen ter promotie van het album Hot Space.
Op 5 juni 1982 werden in de Milton Keynes Bowl opnamen gemaakt en in 2004 uitgebracht op cd en dvd onder de naam Queen on Fire - Live at the Bowl. Concerten in Oostenrijk en Japan werden ook opgenomen en toegevoegd aan de dvd als extra's.
Deze tournee was de laatste van Queen in de Verenigde Staten tot de Queen + Paul Rodgers Tour in 2006. Algemeen wordt deze tournee beschouwd als een van de beste en sterkste tournees van Queen met 69 shows in 3 legs.
In Noord-Amerika verzorgde Billy Squier het voorprogramma.

## Personeel
- John Deacon: Basgitaar, gitaar op "Staying Power"
- Brian May: Gitaar, achtergrondvocalen, piano
- Freddie Mercury: Vocalen, piano, gitaar op "Crazy Little Thing Called Love"
- Roger Taylor: Drums, achtergrondvocalen

### Extra personeel
- Morgan Fisher: Keyboards (tijdens de Europese leg)
- Fred Mandel: Keyboards (tijdens de rest van de tournee)

## Tracklijst

### Europa
1. Flash
2. The Hero
3. Tie Your Mother Down
4. Action This Day
5. Play the Game
6. Staying Power
7. Somebody to Love
8. Get Down, Make Love
9. Instrumentaal inferno
10. Under Pressure
11. Love of My Life
12. Save Me
13. Fat Bottomed Girls
14. Crazy Little Thing Called Love
15. Bohemian Rhapsody
16. Now I'm Here
17. Dragon Attack
18. Now I'm Here (reprise)

Toegift:
1. Another One Bites the Dust
2. Sheer Heart Attack
3. We Will Rock You
4. We Are the Champions
5. God Save the Queen (tape)

### Minder voorkomende nummers
1. We Will Rock You (snel)
2. Back Chat
3. Body Language
4. Mustapha (intro)
5. Death on Two Legs
6. Not Fade Away (Stockholm)
7. Liar
8. I Go Crazy (in gitaarsolo)
9. Las Palabras de Amor (intro alleen - Milton Keynes)

### Noord-Amerika
1. Flash's Theme
2. Rock It (Prime Jive)
3. We Will Rock You (snel)
4. Action This Day
5. Play the Game
6. Now I'm Here
7. Dragon Attack
8. Now I'm Here (reprise)
9. Save Me
10. Calling All Girls
11. Back Chat
12. Get Down, Make Love
13. Instrumentaal inferno
14. Body Language
15. Under Pressure
16. Fat Bottomed Girls
17. Crazy Little Thing Called Love
18. Bohemian Rhapsody
19. Tie Your Mother Down

Toegift:
1. Another One Bites the Dust
2. We Will Rock You
3. We Are the Champions
4. God Save the Queen (tape)

#### Minder voorkomende nummers
1. Somebody to Love
2. Life Is Real (Song for Lennon)
3. Staying Power
4. Put Out the Fire
5. Teo Torriatte (Let Us Cling Together)
6. Saturday Night's Alright for Fighting
7. Spread Your Wings (intro)
8. Whole Lotta Shakin' Goin' On
9. Death on Two Legs (intro)

### Japan
1. Flash's Theme
2. The Hero
3. Rock It (Prime Jive)
4. We Will Rock You (snel)
5. Action This Day
6. Play the Game
7. Now I'm Here
8. Dragon Attack
9. Now I'm Here (reprise)
10. Love of My Life
11. Save Me
12. Calling All Girls
13. Back Chat
14. Get Down, Make Love
15. Instrumentaal inferno
16. Body Language
17. Under Pressure
18. Fat Bottomed Girls
19. Crazy Little Thing Called Love
20. Bohemian Rhapsody
21. Tie Your Mother Down

Toegift:
1. Another One Bites the Dust
2. We Will Rock You
3. We Are the Champions
4. God Save the Queen (tape)

#### Minder voorkomende nummers
1. Somebody to Love
2. Life Is Real (Song for Lennon)
3. Staying Power
4. Put Out the Fire
5. Teo Torriatte (Let Us Cling Together)
6. Saturday Night's Alright for Fighting
7. Spread Your Wings (intro)
8. Whole Lotta Shakin' Goin' On
9. Death on Two Legs (intro)

## Tourdata

### Europa
- 9 april 1982 - Göteborg - Scandinavium
- 10 april 1982 - Stockholm - Stockholm Isstadion
- 12 april 1982 - Drammen - Drammenshallen
- 16 en 17 april 1982 - Zürich - Hallenstadion
- 19 april 1982 - Parijs - Paris Palais des Sports
- 20 april 1982 - Lyon - Palais des Sports de Gerland
- 22 en 23 april 1982 - Brussel - Vorst Nationaal
- 24 en 25 april 1982 - Leiden - Groenoordhallen
- 27 april 1982 - Pécs - Lauber Dezső Sportcsarnok
- 28 april 1982 - Frankfurt am Main - Festhalle
- 1 mei 1982 - Dortmund - Westfalenhallen
- 3 mei 1982 - Parijs - Paris Palais des Sports
- 5 mei 1982 - Hannover - AWD-Arena
- 6 en 7 mei 1982 - Keulen - Cologne Sporthalle
- 9 mei 1982 - Würzburg - Carl-Diem-Halle
- 10 mei 1982 - Stuttgart - Sporthalle
- 12 en 13 mei 1982 - Wenen - Wiener Stadthalle
- 15 mei 1982 - Berlijn - Waldbühne
- 16 mei 1982 - Hamburg - Ernst-Merck-Halle
- 18 mei 1982 - Kassel - Eissporthalle
- 21 en 22 mei 1982 - München - Olympiahalle
- 23 mei 1982 - Dresden - Semperoper
- 24 mei 1982 - Leipzig - Haus Auensee
- 29 mei 1982 - Leeds - Elland Road
- 1 en 2 juni 1982 - Edinburgh - Royal Highland Showground
- 5 juni 1982 - Milton Keynes - National Bowl

### Noord-Amerika
- 21 juli 1982 - Montreal - Montreal Forum
- 23 juli 1982 - Boston - Boston Garden
- 24 juli 1982 - Philadelphia - The Spectrum
- 25 juli 1982 - Washington - Capital Centre
- 27 juli 1982 - New York - Madison Square Garden
- 31 juli 1982 - Cleveland - Richfield Coliseum
- 2 en 3 augustus 1982 - Toronto - Maple Leaf Gardens
- 5 augustus 1982 - Indianapolis - Market Square Arena
- 6 augustus 1982 - Detroit - Joe Louis Arena
- 7 augustus 1982 - Cincinnati - Riverfront Coliseum
- 9 augustus 1982 - East Rutherford - Brendan Byrne Arena
- 10 augustus 1982 - New Haven - New Haven Coliseum
- 13 en 14 augustus 1982 - Hoffman Estates - Poplar Creek Music Theater
- 15 augustus 1982 - Saint Paul - Saint Paul Civic Center
- 19 augustus 1982 - Biloxi - Mississippi Coast Coliseum
- 20 augustus 1982 - Houston - Summit
- 21 augustus 1982 - Dallas - Reunion Arena
- 24 augustus 1982 - Atlanta - Omni Coliseum
- 27 augustus 1982 - Oklahoma City - Myriad
- 28 augustus 1982 - Kansas City - Kemper Arena
- 30 augustus 1982 - Denver - McNichols Arena
- 2 september 1982 - Portland - Portland Coliseum
- 3 september 1982 - Seattle - Seattle Coliseum
- 4 september 1982 - Vancouver - Pacific Coliseum
- 7 september 1982 - Oakland - Oakland Coliseum
- 10 september 1982 - Phoenix - Arizona Veterans Memorial Coliseum
- 11 en 12 september 1982 - Irvine - Irvine Meadows
- 14 en 15 september 1982 - Inglewood - The Forum

### Japan
- 19 en 20 oktober 1982 - Fukuoka - Kyuden Memorial Gymnasium
- 24 oktober 1982 - Nishinomiya - Hankyu Nishinomiya Stadium
- 26 oktober 1982 - Nagoya - Port Messe Nagoya
- 29 oktober 1982 - Sapporo - Tsukisamu Green Dome
- 3 november 1982 - Tokorozawa - Seibu Lions Stadium